# Castillo de Sot de Chera

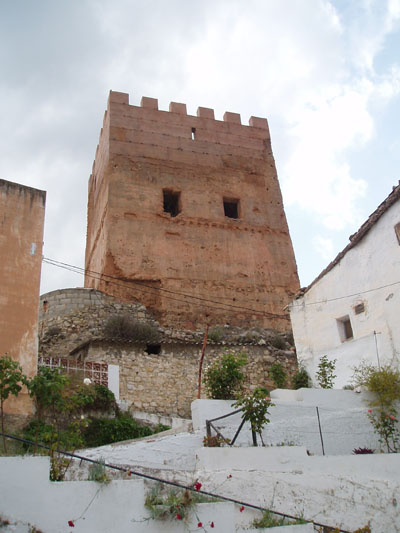

El castillo de Sot de Chera en la provincia de Valencia (España), es un castillo de origen islámico situado en el centro de la población, sobre un promontorio sobre el río Sot, en el actual barrio del castillo. 

## Descripción
Se encuentra en lo alto de un pequeño Cerro rocoso desde el que se divisa la zona en la que se asienta la población, el río y una parte importante del Valle. Los alrededores del Castillo forman un Barrio de casas Árabes.	
Se trata de la Torre principal del Antiguo Castillo de la Población y de los restos de edificaciones que de una manera u otra formaron parte del complejo defensivo o se fueron añadiendo al mismo. Su estructura es de fábrica de tapial y mampostería. La parte que queda alrededor de la Torre, corresponde al Antiguo recinto defensivo. 
Interiormente la torre se dividía en cuatro niveles o plantas divididas por forjados o entramados de madera, de los que se conservan los mechinales de apoyo. Dichos niveles son:
Nivel 0. Corresponde a la planta baja, la zona más segura, que servía de refugio o depósito de víveres y almacén. En este nivel se han hallado los restos de un aljibe al que se canalizarían las aguas que cayeran en la cubierta superior.
Nivel 1 y 2. Corresponden a las distintas alturas de la torre, utilizadas con carácter defensivo o alojamiento.
Nivel 3. Corresponde a la cubierta de la torre, de la que no se tiene certeza de que fuera continua o una pasarela en torno al remate, da la relación de altura con las almenas.
En la base de la torre o nivel 0, donde el muro debía de ser más fuerte, el grosor del muro equivale a cuatro codos (poco menos de dos metros), en el nivel 1 a tres codos, el nivel 2 a dos codos, y a la altura de las almenas el grosor se redujo a un codo.
El sistema defensivo de la torre se completaba con un muro de circunvalación de la misma que lo recorría por tres de sus caras, excepto por la oeste ya bien defendida por la disposición cortada del promontorio.
Dicha torre parece ser la del homenaje y todavía conserva los huecos de las ventanas y restos de las almenas.

## Funcionamiento
La Torre se encuentra rehabilitada así como los restos de Muralla y dependencias u anexos del Antiguo Castillo, recuperándolo así como elemento Patrimonial para visitas culturales. 
Actualmente se han procedido a realizar trabajos de rehabilitación y de consolidación de la Torre, a través de una subvención de la Dirección General de patrimonio de la Consejería de Cultura, Educación y Deporte y de la Excma. Diputación Provincial de Valencia.

## Observaciones
Clasificado como Bien de Interés Cultural (BIC 2001), Monumento de Protección Integral en el Plan General de Sot de Chera por la Diputación de Valencia. Inscrito en el Registro General de Bienes de Interés Cultural del Patrimonio Histórico Español, con categoría de monumento.
En fuentes bibliográficas se han relacionado los hallazgos de cerámicas ibéricas y musulmanas en el barrio del Castillo de esta población. Se ha podido constatar la existencia en algunas viviendas de túneles y galerías subterráneas que serían coetáneos con el Castillo.